# Ex chiesa di San Giuseppe (Asti)

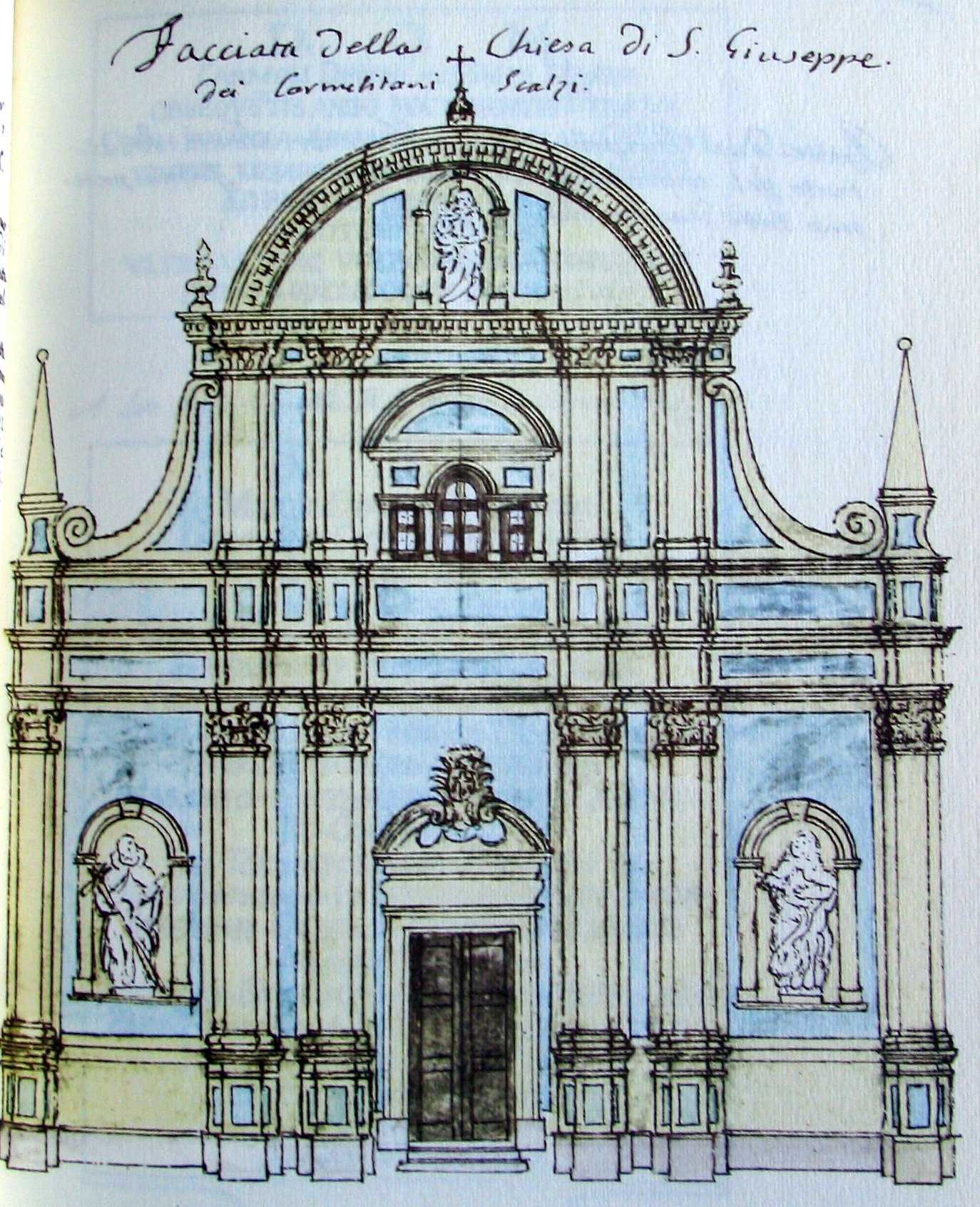
La chiesa nel 1806, da un disegno di Stefano Giuseppe Incisa

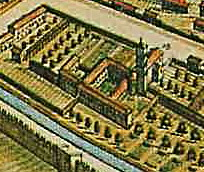
Chiesa e convento di San Anna nel quartiere diventato poi "delle Caserme", dal Theatrum Statuum Sabaudiae del 1671

L'ex chiesa di San Giuseppe (oggi centro Giraudi) è un edificio di Asti, che fino al XVIII secolo, ha svolto funzione ecclesiastica. Negli ultimi anni, alcuni interventi di restauro e di consolidamento strutturale hanno permesso di trasformarla in sede di mostre ed avvenimenti culturali della città.

## Il quartiere delle caserme
Intorno alla metà del 1600, a est del quartiere del Carmine e del convento di Sant'Anna, si insediarono i Carmelitani scalzi. La prima sede doveva essere il decadente ed abbandonato edificio tardo-medievale dei Roero Sanseverino di Revigliasco. 

Probabilmente un palazzo di tre piani dotato di torre, con giardino, portico e colonnato; al primo piano verso la strada, la galleria di cinque archi con quattro colonne di pietra. Alcuni saloni erano stati adibiti in passato a mulini. La prima chiesa venne sicuramente ricavata da questi locali, e la consacrazione avvenne il 12 agosto 1646, a lavori ancora in corso, terminati nel 1647.

## La nuova chiesa
Sulla fine del 1660, si costruì la nuova chiesa sulla struttura già esistente, ma visto che i padri vivevano di elemosine, i lavori per le decorazioni e gli arredi, vennero intrapresi solo agli inizi del 1700, per diretto intervento delle maggiori famiglie nobili della città, che ambivano ad avere il patronato sulle cappelle.

## L'Ottocento

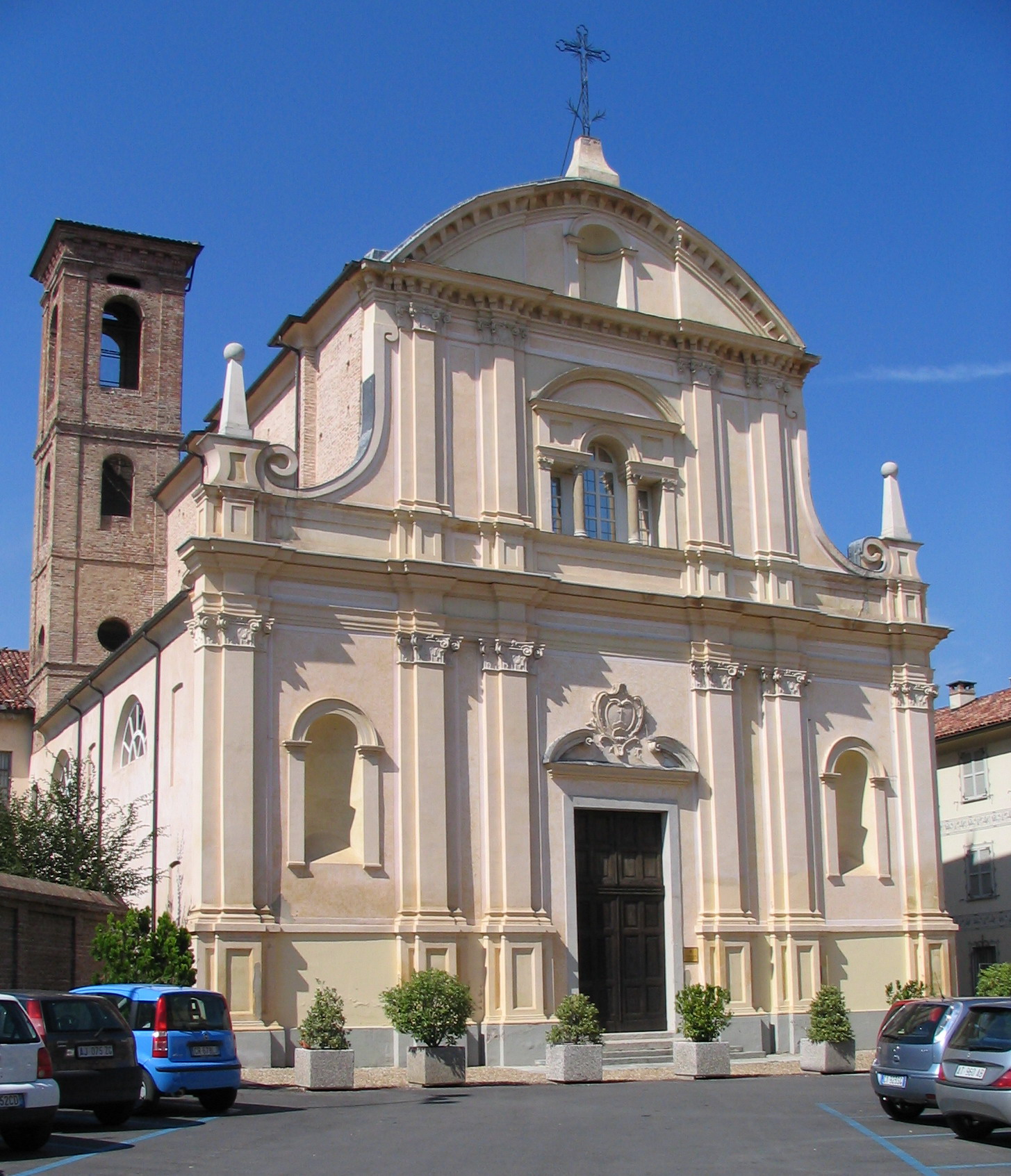
Chiesa di San Giuseppe

Con l'avvento del governo rivoluzionario, la chiesa subì il destino della maggior parte degli edifici religiosi della città. Il 5 settembre 1802, venne soppressa ed i beni venduti all'asta o distrutti. Soltanto nel 1827, i religiosi furono fatti tornare per assistere i militari malati ospitati nel complesso. Rimasero fino al 1859. Da quel momento in poi le destinazioni d'uso della chiesa e convento annesso furono prettamente militari.
Nel 1923 parte del convento venne dato alla milizia nazionale fascista. Dal 1927, il convento, oramai trasformato in caserma, divenne in parte la sede dei vigili del fuoco fino al 1971 ed in parte fu adibito ad edificio scolastico. Negli ultimi anni, gli interventi di restauro sulla chiesa hanno permesso il riutilizzo dello stabile come sede di mostre ed avvenimenti culturali.

## La chiesa
La chiesa è a pianta rettangolare, rigorosamente rettilinea anche nella parte absidale, molto simile alla chiesa di Santa Teresa dei carmelitani scalzi di Torino (1642-1675). La facciata è barocca, con la presenza nella parte alta di una finestra "serliana" (finestra a tre luci di cui quella centrale è più ampia e ad arco, e le cui imposte poggiano sulla trabeazione di quelle laterali); risente delle influenze guariniane, in cui è  palese la tendenza a contenere il moto barocco entro i confini di una solenne stesura.
All'interno le volte del presbiterio, dove si intravede una falsa architettura di riquadri con sfondati animati da figure. Al centro, decorazioni ad affresco raffigurante san Giuseppe tra gli angeli musicanti, ed il simbolo della Trinità; ai lati sopra le balconate, appaiono teste di angioletti e nei pennacchi sono dipinte grandi figure di angeli a sostenere i capitelli. Molti affreschi sono attribuibili all'Aliberti.

## L'altare centrale

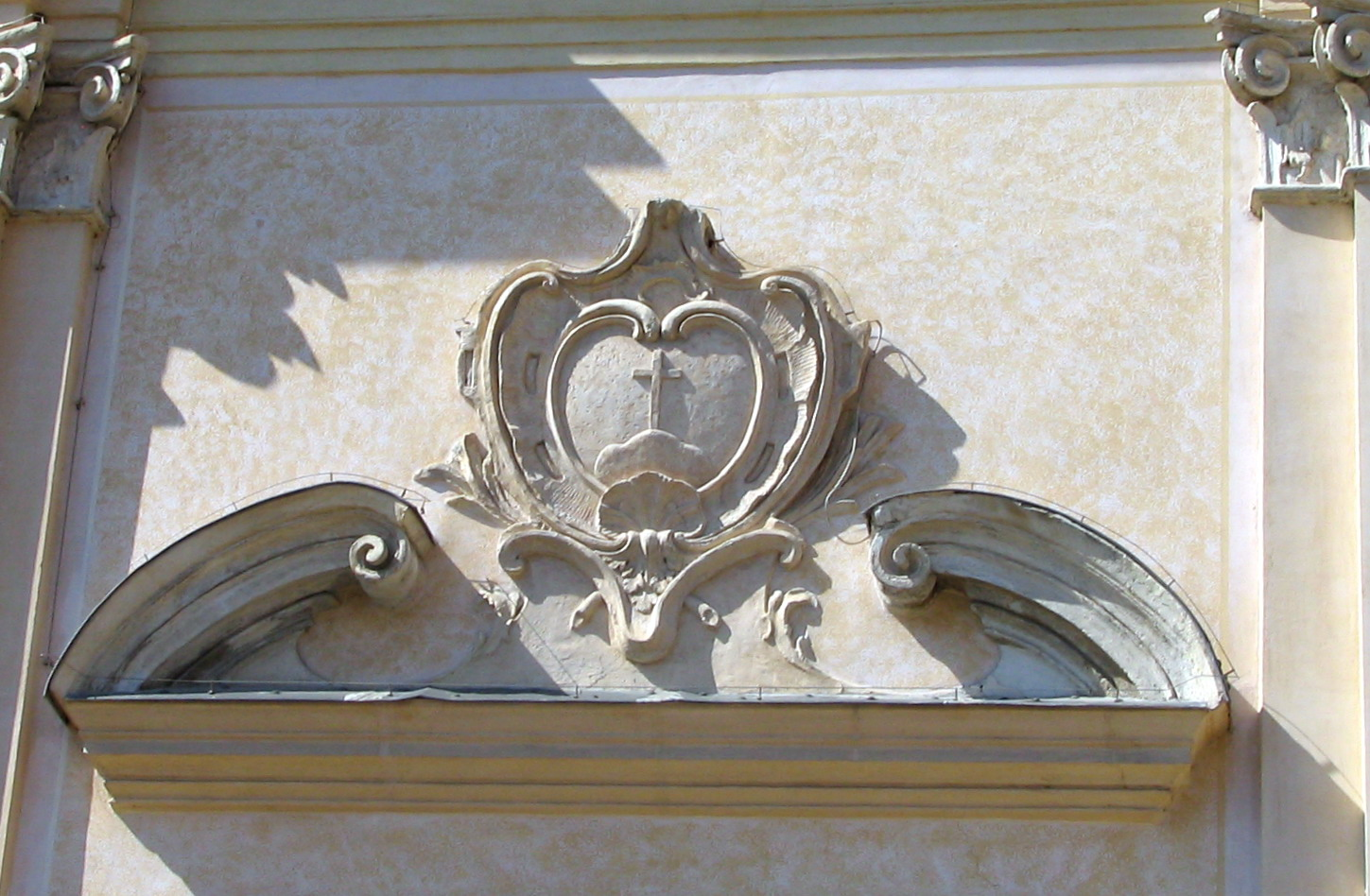
Chiesa di San Giuseppe, stemma sopra il portale d'ingresso

Il magnifico altare centrale in marmi policromi con al centro la mastodontica statua di san Giuseppe, descritto dall'Incisa nel suo memoriale, con l'abbandono della chiesa nei primi anni dell'Ottocento, è stato trasportato nella chiesa parrocchiale di Revigliasco d'Asti. Tuttora lo si può ammirare lì.